# Stazione di Thomastown
La stazione di Thomastown è una stazione ferroviaria che fornisce servizio a Thomastown, contea di Kilkenny, Irlanda. Attualmente la linea che vi passa è la Dublino-Waterford. La stazione è dotata di un solo binario e non presenta biglietterie a sportello o automatiche, pertanto la maggior parte dei viaggiatori deve comprare il biglietto direttamente dal capotreno. Fu aperta il 12 maggio 1848 ed è controllata dal Comando Centralizzato del Traffico.

## Servizi ferroviari
- Intercity Dublino–Waterford

## Servizi
- Servizi igienici
- Capolinea autolinee
- Distribuzione automatica cibi e bevande